# Christopher Ellery
Christopher Ellery (Newport, 1768. november 1. – Middletown, 1840. december 2.) az Amerikai Egyesült Államok szenátora (Rhode Island, 1801–1805).